# Antonio Cañizares Llovera
Antonio Cañizares Llovera (sinh 15 tháng 10 năm 1945) là một Hồng y người Tây Ban Nha của Giáo hội Công giáo Rôma. Ông từng đảm nhiệm vị trí Tổng giám mục Tổng giáo phận Valencia và Phó Chủ tịch Hội đồng Giám mục Tây Ban Nha. Ngoài ra, trước khi đảm nhận hai chức vụ kể trên, ông từng giữ nhiều chức vụ quan trọng khác như Tổng trưởng Thánh bộ Phụng tự và Kỉ luật Bí tích, Tổng giám mục Toledo, Tổng giám mục Granada, Giám mục Ávila.

## Tiểu sử
Hồng y Llovera sinh ngày 15 tháng 10 năm 1945 tại Utiel, Tây Ban Nha. Sau quá trình tu học, ngày 21 tháng 6 năm 1970, ông được thụ phong chức linh mục, bởi José María García Lahiguera, Tổng giám mục Tổng giáo phận Valencia. Tân linh mục cũng là thành viên linh mục đoàn giáo phận này.
Ngày 6 tháng 3 năm 1992, Tòa Thánh loan tin bổ nhiệm linh mục Llovera làm Giám mục chính tòa Giáo phận Ávila. Lễ tấn phong cho vị tân chức được cử hành sau đó vào ngày 25 tháng 4, bởi các vị chủ sự nghi thức gồm: Mario Tagliaferri, Tổng giám mục Sứ thần Tòa Thánh tại Tây Ban Nha và hai phụ phong đều là Hồng y: Ángel Suquía Goicoechea, Tổng giám mục Tổng giáo phận Madrid và Marcelo González Martín, Tổng giám mục Tổng giáo phận Toledo. Tân giám mục chọn khẩu hiệu:Fiat voluntas tua.
Ngày 10 tháng 12 năm 1996, Tòa Thánh thăng Giám mục Llovera chức vị Tổng giám mục Tổng giáo phận Granada. Sau đó, ngày 24 tháng 10 năm 2002 lại thuyên chuyển về làm Tổng giám mục Toledo. Ông nhậm nhiệm sở tại Toledo vào ngày 15 tháng 12 cùng năm. Từ ngày 8 tháng 3 năm 2005 đến ngày 4 tháng 3 năm 2008, ông là Phó Chủ tịch Hội đồng Giám mục Tân Ban Nha.
Trong Công nghị Hồng y 2006 được cử hành ngày 24 tháng 3, Giáo hoàng Biển Đức XVI vinh thăng Tổng giám mục Llovera tước vị Hồng y Đẳng linh mục Nhà thờ San Pancrazio. Ông đã đến đây nhận nhà thờ hiệu tòa vào ngày 21 tháng 5 sau đó. Tiếp nối, Giáo hoàng chọn ông làm Tổng Trưởng Thánh bộ Phụng tự và Kỉ luật Bí tích ngày 9 tháng 12 năm 2008.
Giáo hoàng Phanxicô tái bổ nhiệm ông vào chức vị này trước khi thuyên chuyển ông về quê nhà làm Tổng giám mục Valencia ngày 28 tháng 8 năm 2014. Ông chính thức nhận giáo phận ngày 4 tháng 10 năm 2014. Ngày 14 tháng 3 năm 2017, ông tái đắc cử vị trí Phó Chủ tịch Hội đồng Giám mục Tây Ban Nha và kết thúc nhiệm kỳ của mình vào ngày 3 tháng 3 năm 2020.
Ông từ nhiệm chức Tổng giám mục Valencia vào ngày 10 tháng 10 năm 2022 và Tổng giám mục kế vị được chọn là Enrique Benavent Vidal, giám mục chính tòa Tortosa.